# 蒋崇璟
蒋崇璟（1916年4月13日—2019年6月27日），男，直隶（今河北）高阳人，中华人民共和国政治人物。曾任西北工业大学校长，重庆理工大学校长，电子科技大学党委书记，第四机械工业部党组成员、副部长，电子工业部副部长等职务。